# Cursă de cai

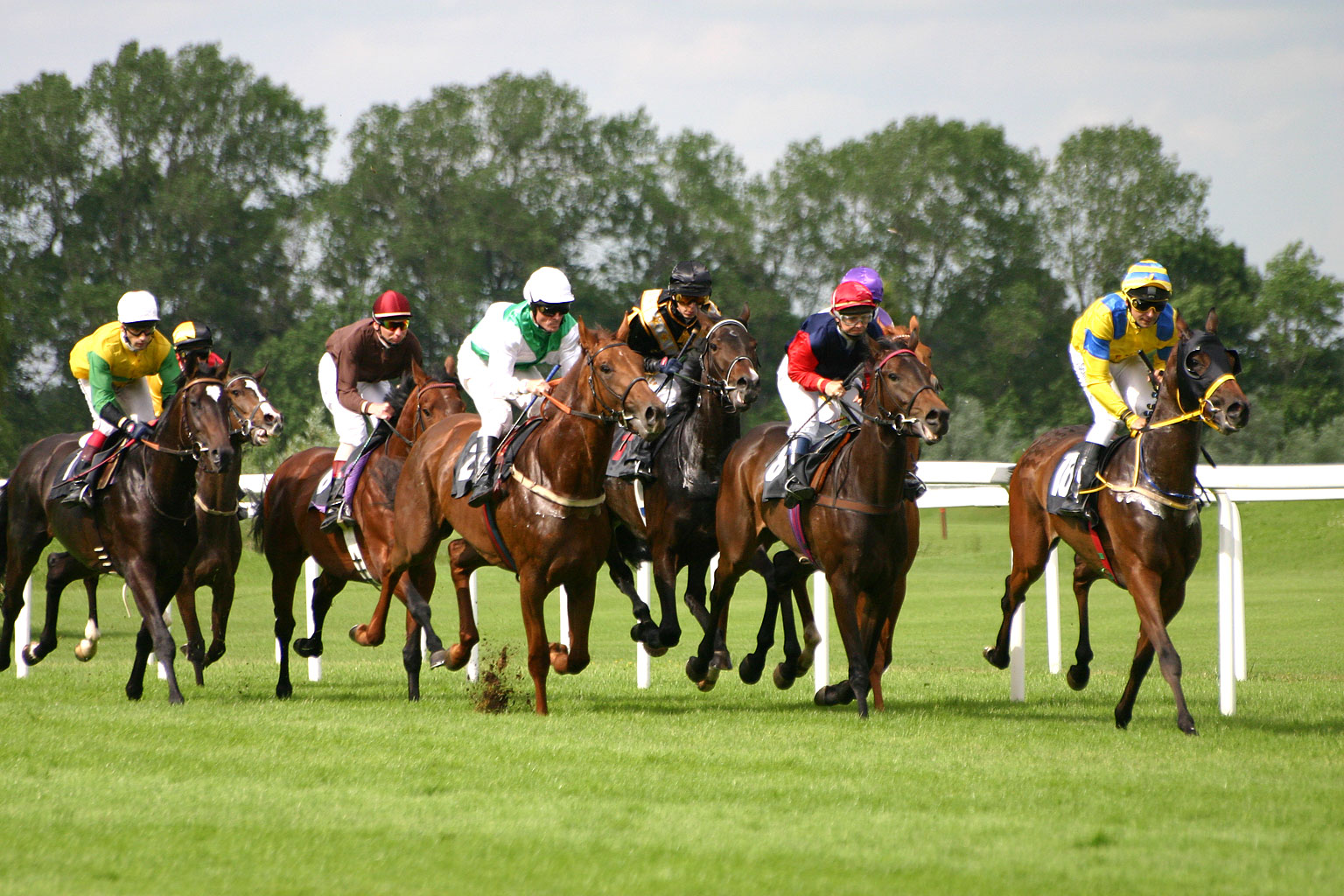
Cursă de galop în München

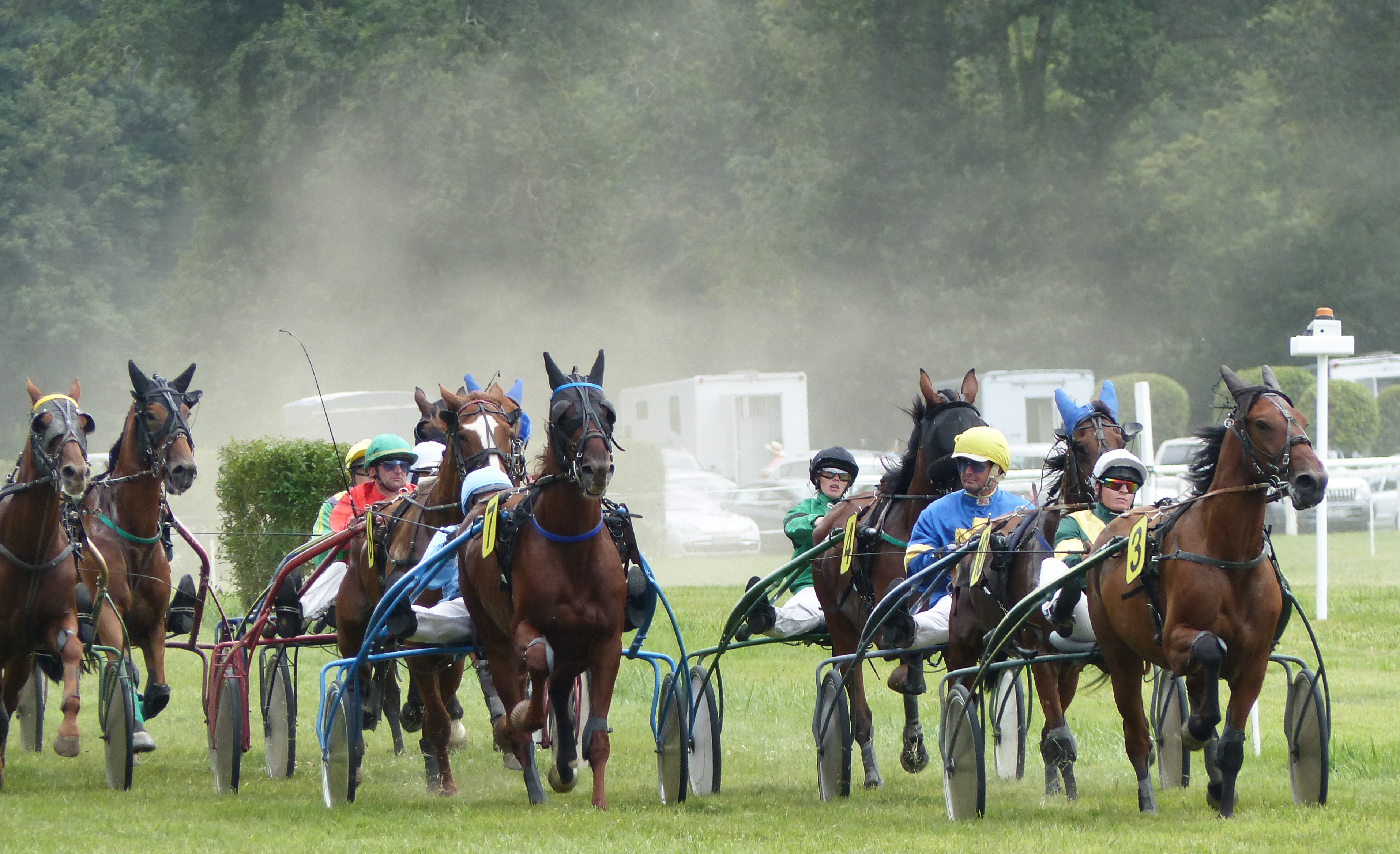
Cursă de trap pe hipodromul Saint-Jean-des-Prés în departamentul Morbihan, Franța

Cursele de cai sunt unele din cele mai vechi întreceri sportive care se desfășoară pe hipodrom. Pentru aceste curse sunt folosiți cai crescuți și selectați exclusiv în acest scop. Rasele de cai utilizate mai frecvent sunt: 
- Calul pursânge englez
- Calul arab
- American Quarter Horse
- „Trăpașul” o categorie de cai care cuprinde mai multe rase: trăpașul american, trăpașul francez, trăpașul Orlov ș. a.

Caii care participă la curse sunt supuși unui examen riguros pentru a se stabili dacă sunt sănătoși, rezistenți și de rasă nobilă, verificându-se în același timp alura, ușurința, iuțeala și mobilitatea în alergare.
Acest sport a fost practicat din vechime, fiind o ocupație importantă în timpul liber a unor grupuri sociale bogate. În afară de cursele de întreceri se mai organizează și vânători cu hăituirea călare a vânatului, acțiune care în ultimul timp este tot mai criticată de iubitorii de animale.
Cursele pot să fie cu obstacole, pe diferite distanțe și pe categorii de cai. În general se evidențiază două categorii de curse: 
- Cursele de galop, când jocheul șede în șa pe spatele calului (Calul pursânge englez, American Quarter Horse),
- Cursele de trap, când driverul se află într-un atelaj ușor numit sulky (Rasele de trăpași).

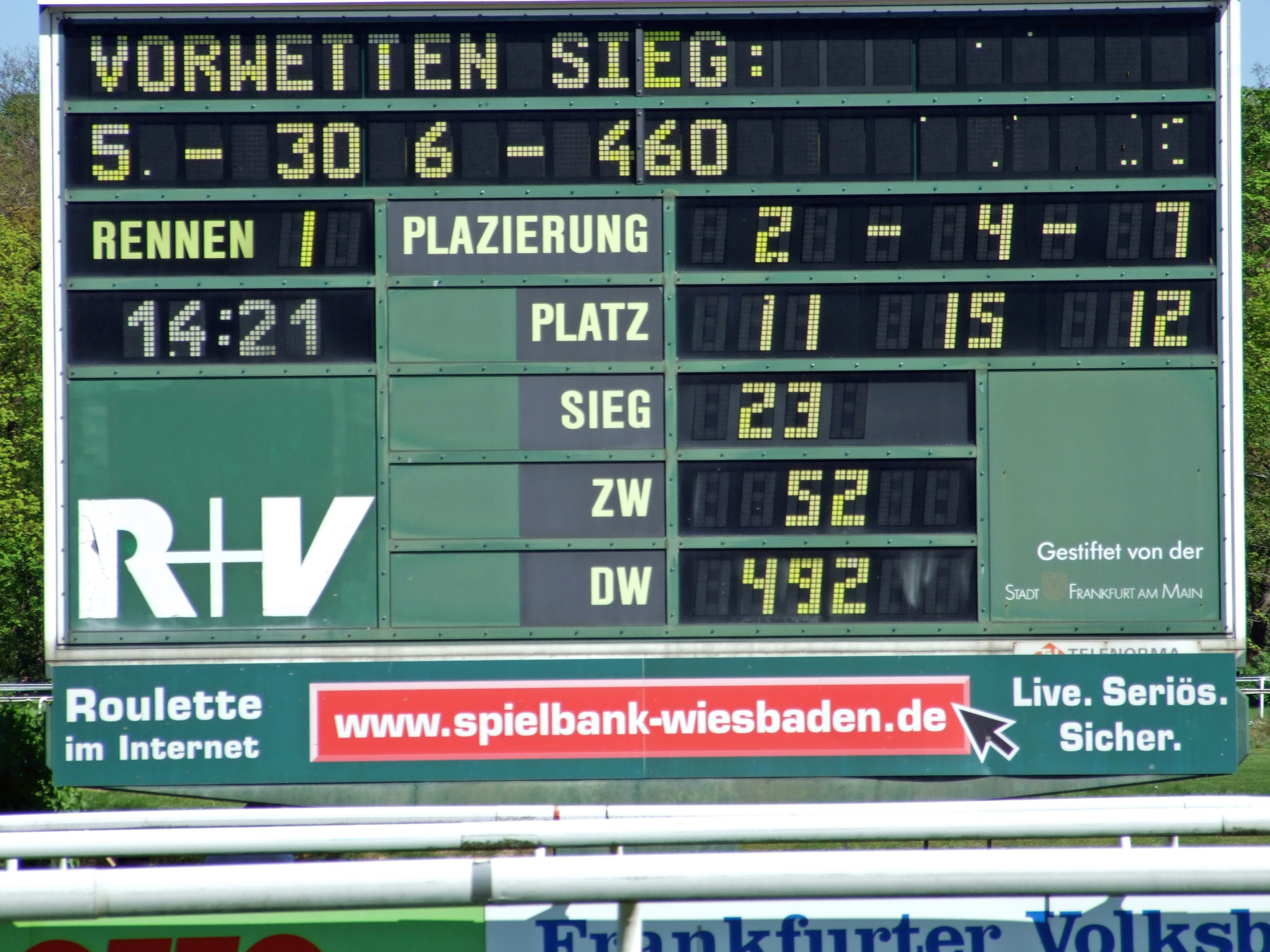
Indicator pentru pariuri

La curse se pot face și pariuri cu diferite criterii, care pot atinge sume considerabile.